# Skrýchov u Malšic
Skrýchov u Malšic é uma comuna checa localizada na região da Boêmia do Sul, distrito de Tábor.